# Brighton and Hove
Brighton and Hove is een unitary authority met de officiële titel van city, en een district  in East Sussex aan de zuidoostkust van de Engelse regio South East England en telt 290.000 inwoners. De oppervlakte bedraagt 83 km².

## Demografie
Van de bevolking is 16,3% ouder dan 65 jaar. De werkloosheid bedraagt 3,6% van de beroepsbevolking (cijfers volkstelling 2001).
Het aantal inwoners steeg van ongeveer 240.500 in 1991 naar 247.817 in 2001.

## Plaatsen in district Brighton and Hove
- Brighton
- Hove
- Portslade

## Civil parishesin district Brighton and Hove
- Rottingdean